# Societas cooperativa Europaea
La Sociedad Cooperativa Europea (SCE, del latín Societas cooperativa Europaea) es, en el derecho societario, una sociedad de tipo cooperativa de ámbito europeo, constituida en 2006 y relacionada con la Societas Europaea (SE). Pueden estar establecidas y operar en todo el Espacio Económico Europeo (incluida la Unión Europea). La forma jurídica se creó para eliminar la necesidad de que las cooperativas establezcan una filial en cada estado miembro de la Unión Europea en el que operen, y para permitirles trasladar su domicilio social y sede central libremente de un estado miembro a otro, manteniendo su identidad jurídica y sin tener que registrar o liquidar ninguna otra identidad fiscal. Independientemente de dónde se establezcan, las SCE se rigen por un único conjunto de normas y principios para todo el EEE que se complementan con las leyes sobre cooperativas de cada estado miembro y otras áreas del derecho.

## Historia

### SCE en la práctica
En 2015, la comercializadora de carne alemana Westfleisch cambió su forma jurídica a Societas cooperativa Europaea. En 2018, se fundó OurPower, la primera cooperativa europea con sede en Austria.

## Formación
El artículo 2, apartado 1, del Reglamento SCE establece que las SCE se constituirán de cinco maneras:
- ex novo: por cinco o más personas físicas residentes en al menos dos Estados miembros
- por una fusión entre al menos dos cooperativas del EEE regidas por la ley de al menos dos Estados miembros diferentes;
- por al menos cinco personas físicas y jurídicas que residan o se rijan por la ley de al menos dos Estados miembros;
- mediante la conversión de una sola cooperativa del EEE, si ha tenido un establecimiento o filial en un estado miembro diferente durante al menos dos años.
- por dos o más personas jurídicas regidas por la ley de al menos dos Estados miembros;

## Características

### Afiliación
La creación de una cooperativa: por 5 o más personas residentes en diferentes Estados miembros o por personas jurídicas establecidas en diferentes Estados miembros.

### Capital
El capital emitido no podrá ser inferior a 30.000 euros.
Las acciones emitidas se pagarán el día de la suscripción a no menos del 25% de su valor nominal. El saldo se pagará en el plazo de cinco años, a menos que los estatutos prevean un plazo inferior.

## Ley regidora
La forma jurídica SCE es una creación del derecho de la Unión Europea .
Las dos piezas específicas de la legislación de la UE que proporcionan la base legal para la forma legal de SCE, que se aplican en todo el Espacio Económico Europeo, son:
- Reglamento (CE) n.º 1435/2003[3] del Consejo, de 22 de julio de 2003, sobre el Estatuto de la Sociedad Cooperativa Europea (SCE) por el que se establece la forma jurídica de la SCE.
- Directiva del Consejo 2003/72/EC[4] del 22 de julio de 2003 que complementa el Estatuto de una Sociedad Cooperativa Europea con respecto a la participación de los empleados que establece reglas sobre la representación y participación de los empleados en las Sociedades Cooperativas Europeas.

Ambos fueron sancionados como ley el 22 de julio de 2003, y el reglamento que establecía la forma jurídica de SCE entró en vigor el 18 de agosto de 2006. Por lo tanto, sujeto a la aprobación de las leyes nacionales necesarias, las SCE podrían crearse en los Estados miembros a partir del 18 de agosto de 2006.
El Reglamento SCE se encuentra actualmente en proceso de revisión de conformidad con su artículo 79. Este proceso comenzó hace más de tres años y, entre otras cosas, involucró un estudio en profundidad, dos consultas públicas, tres conferencias y un informe de la CE.
La Comisión Europea ha anunciado recientemente que no tiene previsto revisar el Reglamento SCE (así como el Reglamento SE) a corto plazo.